# Baron Rothschild

Wappen der Barone Rothschild

Baron Rothschild, of Tring in the County of Hertford, ist ein erblicher britischer Adelstitel in der Peerage of the United Kingdom.

## Verleihung und weitere Titel
Der Titel wurde am 29. Juni 1885 für den Londoner Bankier Sir Nathan Mayer Rothschild, 2. Baronet geschaffen, der den Bau des Sueskanals finanziert hatte. Er gehörte dem britischen Zweig der bekannten Bankiers-Familie Rothschild an. Er war eng mit Benjamin Disraeli verbunden und das erste Mitglied des House of Lords, das jüdischen Glaubens war.
Der 1. Baron hatte bereits 1876 von seinem Onkel Anthony de Rothschild den fortan nachgeordneten Titel 2. Baronet, of Grosvenor-place in the County of Middlesex, geerbt. Dieser war diesem am 12. Januar 1847 in der Baronetage of the United Kingdom verliehen worden. Da dieser keine Kinder hatte, war dieser Titel bei Verleihung mit der besonderen Erbregelung verliehen worden, dass der Titel in Ermangelung eigener männlicher Nachkommen auch dessen Neffen Nathan Mayer Rothschild, Charles Alfred Rothschild und Leopold Rothschild bzw. deren männliche Nachkommen vererbbar sei.
Zudem führte der 1. Baron bereits den kaiserlich-österreichischen Titel „Freiherr von Rothschild“ (Baron de Rothschild), der mit Adelsdiplom vom 29. September 1822 von Kaiser Franz I. seinem Großvater Nathan Mayer von Rothschild verliehen worden war. Königin Victoria hatte mit Urkunde vom 16. Juni 1838, dem Vater des 1. Barons, Lionel de Rothschild, der ein britischer Untertan war, und allen seinen berechtigten Erben die Erlaubnis erteilt, diesen ausländischen Titel zu führen.

## Liste der Rothschild Baronets und Barone Rothschild

### Rothschild Baronets, of Grosvenor-place (1847)
- Sir Anthony Nathan de Rothschild, 1. Baronet (1810–1876)
- Sir Nathan Mayer Rothschild, 2. Baronet (1840–1915) (1885 zum Baron Rothschild erhoben)

### Barone Rothschild (1885)
- Nathan Mayer Rothschild, 1. Baron Rothschild (1840–1915)
- Lionel Walter Rothschild, 2. Baron Rothschild (1868–1937)
- Nathaniel Mayer Victor Rothschild, 3. Baron Rothschild (1910–1990)
- Nathaniel Charles Jacob Rothschild, 4. Baron Rothschild (1936–2024)
- Nathaniel Philip Rothschild, 5. Baron Rothschild (* 1971)

Titelerbe (Heir presumptive) ist dessen Cousin James Amschel Victor Rothschild (* 1985).